# جون بيرسي بيج
جون بيرسي بيج هو مدرب كرة سلة وسياسي كندي، ولد في 14 مايو 1887 في روتشستر في الولايات المتحدة، وتوفي في 2 مارس 1973 في إدمونتون في كندا. حزبياً، نشط في الرابطة التقدمية المحافظة في ألبرتا ‏. وقد انتخب List of lieutenant governors of Alberta ‏ وانتخب عضو الجمعية التشريعية ألبرتا وانتخب Leader of the Opposition (Alberta) ‏.